# Arteni
Arteni là một đô thị thuộc tỉnh Aragatsotn, Armenia. Dân số ước tính năm 2011 là 3590 người.